# Zero One
Zero One (Zero One?) è un manga di 3 volumi di Hiroya Oku, pubblicato in Italia a partire dal luglio del 2001.
Questo manga si contraddistingue in particolare per la sua somiglianza con Gantz. Entrambi furono disegnati negli stessi anni utilizzando il PC, una tecnica all'avanguardia se si parla dei manga di fine anni novanta, ne risultò che molti personaggi dei due fumetti sono praticamente identici.
Pubblicato per la prima volta in Giappone tra il 1999 e il 2000, non ottenne il successo sperato dal suo creatore, e fu presto lasciato in sospeso per dare maggiore tempo e spazio ad altre sue opere.